# 16254 Harper
16254 Harper è un asteroide della fascia principale. Scoperto nel 2000, presenta un'orbita caratterizzata da un semiasse maggiore pari a 2,8561287 UA e da un'eccentricità di 0,0664782, inclinata di 2,43110° rispetto all'eclittica.